# Bro gozh ma zadoù
Le Bro gozh ma zadoù (« Vieux pays de mes pères ») est un chant en langue bretonne, adopté comme « chant national breton » lors du congrès de l’Union régionaliste bretonne de 1903, et, plus récemment, comme hymne officiel par la région Bretagne en 2021. Il est fréquemment considéré comme l'hymne national de la Bretagne.
Cette œuvre reprend l'air de l'hymne national du pays de Galles, Hen Wlad fy Nhadau (« Vieille terre de mes pères »). On trouve un équivalent en cornique, la langue celtique apparentée au breton parlée dans les Cornouailles britanniques, sous le titre Bro Goth agan Tasow (Vieille terre de nos pères), qui reprend aussi l'air de l'hymne gallois. En breton, les paroles sont celles de l'adaptation qu'en a faite François Jaffrennou en 1898 et qui se sont imposées dans l'usage.

## Historique

### Les origines galloises
Selon la version populaire de ses origines, James James aurait imaginé l'air de la chanson tandis qu'il se promenait au bord du fleuve Rhondda, d'où le fait que le premier nom était Glan Rhondda (Les rives de la Rhondda). Lorsqu'il le chanta à son père Evan James, tisserand et poète de Pontypridd, celui-ci en écrivit les paroles[réf. nécessaire]. D'après François Jaffrennou, le processus de transmission a été inverse. Voici ce qu'il explique dans un article en 1935 : le père, « un modeste clergyman, membre du collège des bardes (gallois) sous le nom de Ap Iago » aurait écrit « un dimanche de janvier 1846… un couplet et le refrain d'un hymne patriotique qu'il intitula Hen Wlad Fy Nhadau (Vieux pays de mes pères). Puis il appela son fils James James qui savait jouer de la harpe, et lui demanda de composer un air pour la poésie qu'il venait d'écrire ». La pièce fut jouée publiquement pour la première fois en janvier ou février 1856 à la chapelle de Capel Tabor par une chanteuse appelée Elizabeth John[réf. souhaitée].
En 1895, Williams Jenkyn Jones, missionnaire baptiste gallois envoyé en mission à Quimper en 1882, fait connaître l'air en Bretagne en l'éditant dans un recueil de cantiques, Telen ar C'Hristen (La Harpe du chrétien). Le cantique 77, le dernier du recueil, s'intitule Doue ha va Bro (« Dieu et mon pays ») et se chante sur l'air de l'hymne gallois Hen Wlad Fy Nhadau,.

### Contexte de création
La Bretagne connaît à la fin du XIXe siècle un développement de l'idée panceltique, et les échanges avec d'autres pays celtiques comme l'Irlande, l'Écosse, ou le Pays de Galles gagnent en importance. Ce dernier devient pour certains régionalistes bretons de l'époque un exemple à suivre. À la même époque, et contrairement à ces pays, la Bretagne ne dispose pas d'un hymne, et l'idée d'en adopter un commence à être lancée dans le milieu régionaliste, qui commence à se structurer avec notamment la naissance de l'Union régionaliste bretonne en 1898.
François Jaffrennou, alors étudiant au lycée de Saint-Brieuc, sous la supervision de son professeur de breton François Vallée , tous deux futurs membres de la Gorsedd de Bretagne, créée l'année suivante, entreprend d'adapter les paroles de l'hymne gallois en breton. Il s'inspire de ses paroles, tout en utilisant sa maîtrise du gallois pour remonter au texte original sans en faire une traduction littérale, créant la version que l'on connaît aujourd'hui. Son texte est publié une première fois en 1898 dans l'hebdomadaire, La Résistance de Morlaix, et est imprimé sur feuilles volantes avec le sous-titre Henvelidigez (Adaptation). Il paraît dans le recueil de poèmes de Jaffrennou, An Delen Dir, en 1900 (« la harpe d'acier »).

### Adoption et diffusion

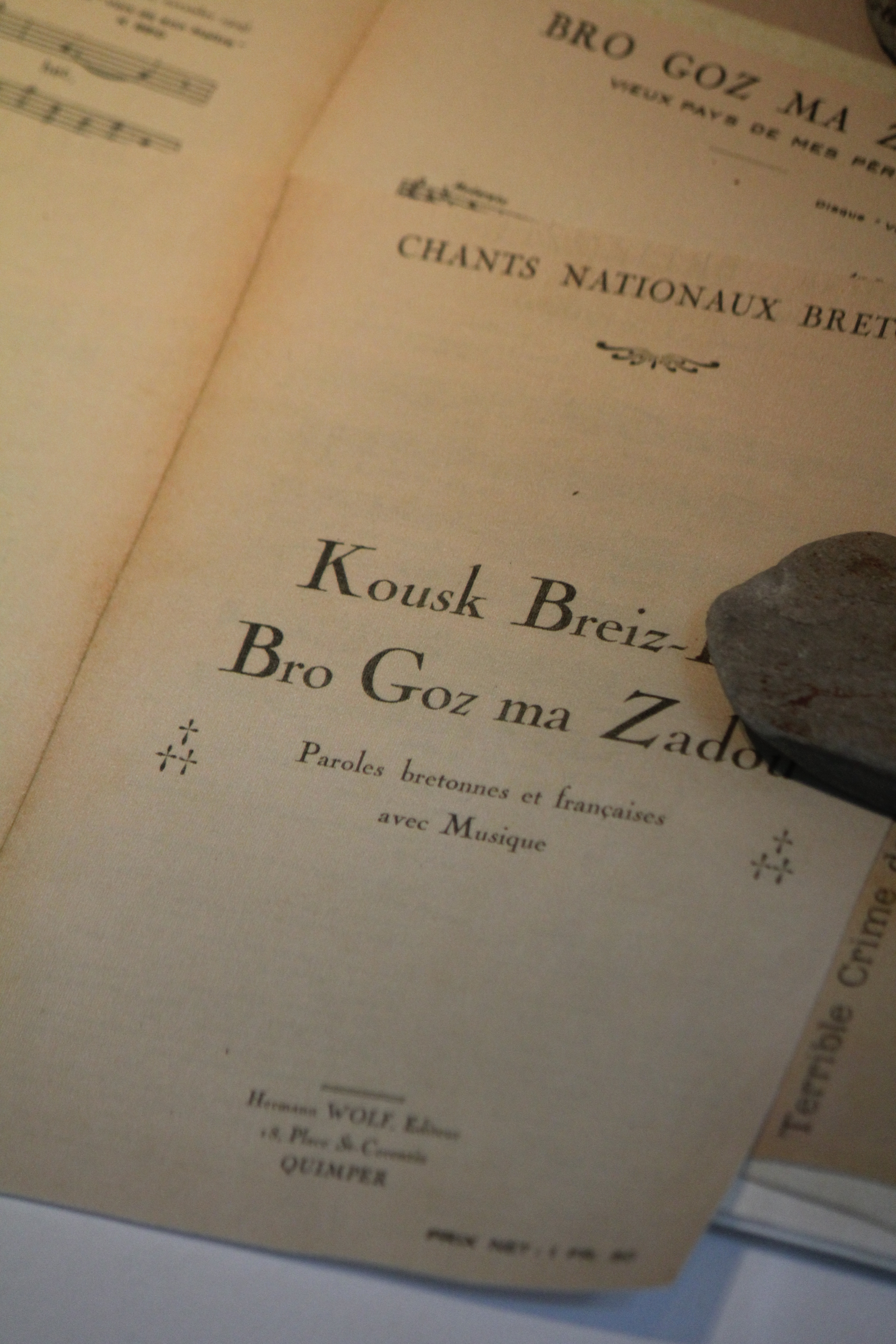
Livret intitulé « Chants nationaux bretons » et contenant le Bro Gozh.

L'hymne est une première fois chanté lors d'un congrès de l'Union régionaliste bretonne à Guingamp en 1900, mais ce n'est que plus tard que ce mouvement lance un concours pour sélectionner un hymne. Jaffrennou en propose deux, le Sao Breiz izel et le Bro Gozh. C'est ce dernier qui est choisi par le jury de l'Union régionaliste bretonne et proclamé « chant national », au nom de la fraternité qui rapproche Bretons et Gallois au congrès de Lesneven le 5 septembre 1903.
Une controverse concernant la paternité du morceau éclate quelques années plus tard entre Jaffrennou et Jones. Ce dernier considère que Jaffrennou l'a plagié, et il proteste en 1904 dans une lettre adressée à la librairie Le Dault. Il explique que le texte de Jaffrennou a « une forme un peu modifiée » de sa composition, mais la librairie tranche en faveur de Jaffrennou. Ce dernier sans nier l'origine galloise déclarera plus tard « Je n’ai pas inventé l’air du Bro goz ma zadou. Je l’ai transplanté et popularisé en Bretagne ». Jones aurait quant à lui déclaré « qu'après tout, il n'était pas mécontent s'il avait pu contribuer, pour quelque part, au chant national breton »
Le morceau commence à être médiatisé lors des années suivantes, et connait plusieurs adaptations. Le 24 avril 1905 a lieu la première exécution publique parisienne à l'occasion de la première de la pièce de théâtre en breton, Marvaill ann Ene Naounek de Tanguy Malmanche. Une partition pour piano d'Owen Alaw est le fait du père de Camille Le Mercier d'Erm, imprimeur à Niort. En 1906, Maurice Duhamel écrit une nouvelle harmonisation pour piano  et il est enregistré par Pathé frères, de Paris, sur disques phonographiques en 1910. D'autres accompagnements ont été écrits, entre autres, par Paul Ladmirault ou par Georges Arnoux et l'abbé Jean-Louis Mayet, organiste de la cathédrale de Quimper.

### Popularisation
L'hymne commence à sortir du cercle des milieux régionalistes dès 1900.  On l'entend ainsi dans une fête d'école à Pontivy, lors d'une soirée bretonne du 80e régiment d'infanterie basé à Vitré, et à l'occasion de réunions de Bretons à l'étranger,.  Il est à la même époque connu dans les cercles bretons de Paris et adopté par les étudiants bretons de Rennes, qui en font leur chant de ralliement , et son utilisation est toujours attestée dans les années 1930. Durant la Grande guerre, le "Bro Goz va Zadou" est imprimé dans le premier numéro de Le Biniou à poil, la gazette du 248ème Régiment d'Infanterie.  
Lors de sa visite à Morlaix le 30 mai 1920, le maréchal Foch, qui avait une résidence près de cette ville, avait prononcé après avoir entendu le Bro Gozh de Taldir : « Votre chant est aussi beau que la langue qui l'exprime et que le cœur qui l'inspire. Gardez bien l'un et l'autre. »[réf. nécessaire] Il est joué sur les quais de la gare de Guingamp en 1923 pour accueillir le président du Conseil, Raymond Poincaré, venu célébrer à Tréguier le centenaire de la naissance d'Ernest Renan. François Jaffrennou relève qu'en 1930, le président de la République, Gaston Doumergue, a pu aussi écouter son exécution sur le Cours d'Ajot à Brest par une chorale carhaisienne. L'hymne breton est aussi repris par la foule réunie le 7 août 1938 lors de la fête organisée par le P.C.F. à Pont-l'Abbé. 
Dés les années 30, le Bro gozh est diffusé sur les ondes hertziennes, par exemple lors d'un concert de musique celtique radiodiffusé par Rennes-PTT. Le 3 août 1940, il est diffusé par Radio Londres, dans une émission consacrée à la Bretagne et publié dans des revues de la résistance française. Ce chant est entonné par des otages du camp de Chateaubriant avec L'Internationale en breton, le 15 décembre 1941, lorsque le Dr Jacq, militant communiste et médecin au Huelgoat, est fusillé par des soldats allemands. Le Dr Jacq a dispensé, durant sa captivité, des cours de breton pour les autres otages du camp et mis en place une chorale bretonne.
Il existe plusieurs traductions en français. L'une d'elle, de Henry de la Guichardière, dit Telen Aour, est publiée en 1904 avec le titre Vieux pays de mes pères. Une traduction proche fut publiée en 1936 par Henry Lemoine, éditeur à Paris, dans le livret Ugent Kanaouen ("20 chants"). Griffiths a émis l'hypothèse que cette version serait de Taldir lui-même. Une autre version est publiée chez le même éditeur en 1933 sous le titre Vieille Terre de Mes Pères. Aucune de ces traductions n'a acquis la popularité de la version en breton. Une version en gallo a été publié par l'hebdomadaire Ya ! le 16 mars 2012. Elle est signée Fabien Lécuyer.
Au centre de Lesneven, ville où il a été lancé solennellement, une place a reçu le nom de « Bro goz ». En 2014, la chaîne France 3 Bretagne lance sur Internet le « défi Bro Gozh », un jeu-concours faisant appel aux internautes pour réinterpréter l'hymne et partager les vidéos au plus grand nombre. Le défi est remporté par la chanteuse Kaelig, accompagnée dans sa vidéo par Dour/Le Pottier Quartet, qui gagne un tour du monde de trois semaines pour promouvoir l'hymne.

## Utilisations

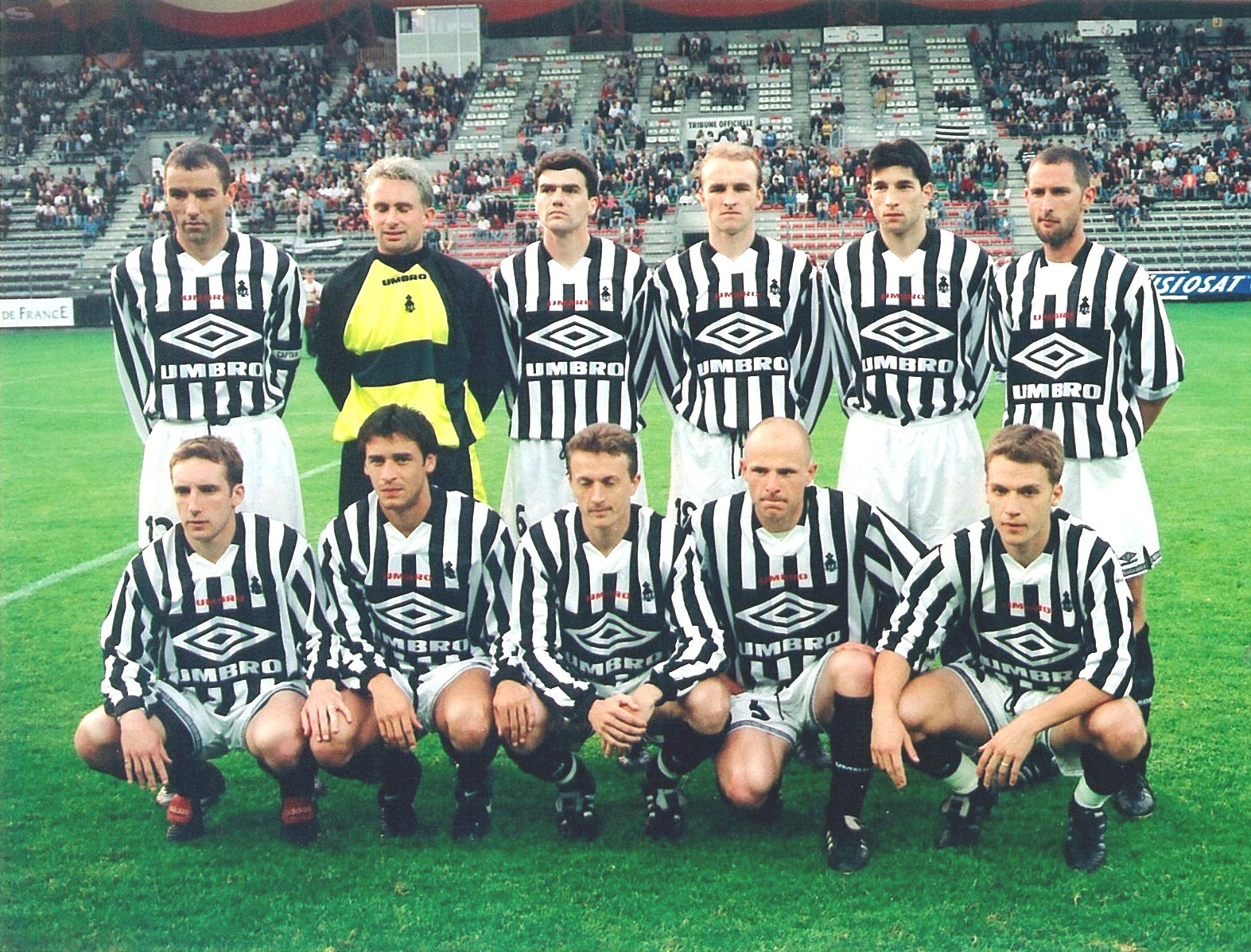
L'équipe de Bretagne de football avant le match contre le Cameroun en 1998.

### Politiques
L'hymne a été repris à plusieurs reprises par des personnalités politiques bretonnes, ou lors d'événements officiels. En ouverture du procès de l'Amoco Cadiz en 1982 à Chicago par 150 élus bretons, ou par la préfète de région Bernadette Malgorn lors de son départ de la région en 2006.
Ce chant est à plusieurs reprises chanté au sein du Conseil régional de Bretagne, notamment le 24 juin 2011 lors de la visite du Premier ministre du pays de Galles Carwyn Jones,, ou lors de l'élection du nouveau président du conseil régional Loïg Chesnais-Girard le 22 juin 2017.
Le 22 juillet 2011, dans le cadre du festival de Cornouaille, le Bro Gozh est mis en valeur à l'occasion de la cérémonie du Collier de l'Hermine avec la participation des chœurs de Plomelin et Concarneau.
Le chant national est entonné  lors des rassemblements du collectif des Bonnets rouges, à Quimper, à Carhaix fin 2013 ainsi que lors des manifestations à Nantes pour la réunification de la Bretagne (19 avril et 28 juin 2014).
Le 11 janvier 2018, au Couvent des Jacobins à Rennes, les hymnes nationaux gallois et bretons sont interprétés devant Carwyn Jones, Premier ministre gallois, et Loig Chesnais-Girard, président du Conseil régional de Bretagne, par l'Orchestre Symphonique de Bretagne et 160 choristes dont 50 du BBC National Choir of Wales.
Le 6 avril 2021, sur les marches du Palais Bourbon, à Paris, le Bro Gozh est interprété par le député Paul Molac et ses collègues bretons à la suite de l'adoption de sa loi de promotion des langues régionales par l'Assemblée nationale.

### Sportives
Le Bro Gozh est joué lors des rencontres de l'équipe de Bretagne de football[réf. nécessaire] : le 21 mai 1998 à Rennes contre le Cameroun, le 20 mai 2008 à Saint-Brieuc contre la République du Congo, le 19 mai 2010 à Ajaccio contre la Corse et le 21 mai 2010 à Bastia contre le Togo. Il a également été joué le 2 juin 2011 à Saint-Nazaire contre la Guinée équatoriale et le 28 mai 2013 à Carquefou face au Mali.
Lors de la finale de la Coupe de France de football 2008-2009 qui opposa deux clubs bretons, le Stade rennais FC et l'En Avant de Guingamp, le président de région Jean-Yves Le Drian était intervenu pour que l'hymne soit joué : l'interprétation enregistrée du groupe Mouez Port-Rhu de Douarnenez est diffusée au Stade de France avant le match, en dehors du protocole officiel. À la fin de la rencontre, le chanteur Alan Stivell demande le micro de l'animateur et, avec l'accord d'un représentant de la FFF, chante l'hymne a cappella,.
Cet hymne est également diffusé avant chaque rencontre à domicile du Stade rennais, au Roazhon Park, lors des matches de championnat et de coupe.
Le Bro Gozh est interprété lors de la rencontre internationale de football gaélique entre les équipes de Bretagne et de Galice le dimanche 11 août 2013 à Lorient[réf. souhaitée].
Pour la première fois dans l'histoire de la finale de la Coupe de France de Football organisée par la Fédération Française de Football, un second hymne (le Bro Gozh) est intégré au protocole officiel au côté de l'hymne français, La Marseillaise, lors de la finale du samedi 3 mai 2014 entre les deux clubs bretons Guingamp et Rennes[réf. nécessaire]. C'est à la demande du Conseil régional de Bretagne que cette présence du Bro Goz est officialisée[réf. souhaitée]. Au Stade de France à Saint-Denis, le Bro Gozh est intégré dans le protocole officiel et est interprété par Nolwenn Leroy devant 80 000 spectateurs dont François Hollande, président de la République et Jean-Yves Le Drian, ministre de la Défense, notamment[réf. souhaitée].
En 2016, le Bro Gozh est interprété lors d'un match de hockey sur glace à Brest entre les Albatros brestois et les Red Devils de Cardiff, ainsi qu'à plusieurs reprises lors du Championnat européen des luttes celtiques organisé à Brest Arena par la fédération de gouren[réf. souhaitée].
Depuis la saison 2016-2017, le Rugby club de Vannes met l'interprétation du Bro Gozh en introduction de ses matchs à domicile en Pro D2.
Depuis septembre 2018, le club de football de Lorient, le FCL, diffuse au stade du Moustoir le Bro Gozh. Il est chanté avant chacun de ses matchs par la chanteuse bretonne et speakeuse officielle du FC Lorient, Morwenn Le Normand.
Depuis cette saison 2018-2019, le club de basket de Quimper, l'UJAP, ouvre certains de ses matchs à domicile par l'interprétation du Bro Gozh[réf. souhaitée].
En juillet 2019, est signé le protocole des Derbys bretons, au stade de la Rabine à Vannes, à l'initiative du Comité Bro Gozh en présence de Loig Chesnais-Girard, président du Conseil régional de Bretagne, de David Robo, maire de Vannes, et des représentants des équipes de football professionnelles de Bretagne[réf. nécessaire] : ce protocole qui implique le Conseil régional, l'association La Nuit des Étoiles, Sonerion et le Comité Bro Gozh consiste, lors des Derbys bretons, en une série d'animations dont l'interprétation du Bro Gozh par un/e artiste ; ce protocole a rencontré un grand succès populaire jusqu'à son interruption par la pandémie de mars 2020[réf. souhaitée]. Depuis août 2019, le FC Lorient ouvre systématiquement ses matches à domicile par le Bro Gozh[réf. souhaitée].

### Reprises artistiques

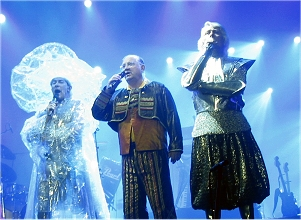
Tri Yann, l'un des groupes à avoir repris le Bro gozh ma zadoù

La chanson est au répertoire de nombreuses chorales. Elle a été reprise par plusieurs musiciens sur des albums ou en concert, comme Alan Stivell sur l'album Brian Boru (avec des chœurs) et sur le live 40th Anniversary Olympia 2012 (avec Nolwenn Leroy et Pat O'May), Tri Yann sur plusieurs de leurs albums comme La Tradition symphonique, La Tradition symphonique 2 ou 30 ans au Zénith, Tri Bleiz Die sur l'album Milendall, Targas sur Buffalo reel, Daonet sur Donemat, Soldat Louis, Mouezh Paotred Breizh, Didier Squiban Trio, TornaoD dans la chanson Keltia, Nolwenn Korbell sur le troisième CD de L’histoire de Bretagne pour tous, ou encore Gwennyn.
L'interprétation par Nolwenn Leroy sur son album Bretonne – vendu à 1 200 000 exemplaires – et en tournée, lui a donné « une diffusion qu’il n’avait jamais connu ».
Pour Celebration de Dan Ar Braz, Clarisse Lavanant chante en breton Bro yaouank hon bugale qui célèbre « le jeune pays de mes enfants ». La DJ Miss Blues, connue pour sa « Breizh'n'Bass », remixe la musique et réalise un clip avec les paroles en langue des signes par une jeune Bretonne sourde.
Dans le film Turned towards the sun de Micky Burn, un long extrait du Welsh-Breton National Anthem, interprété par un chœur gallois, accompagne les images, commençant par les paroles en breton puis en gallois.
En mars 2017 sort le single Bro gozh ma zadoù, enregistré en collégiale par Clarisse Lavanant, Gwennyn, Cécile Corbel, Rozenn Talec, Alan Stivell, Tri Yann, Gilles Servat et Soldat Louis pour l'album Breizh eo ma bro ! (Sony Music),. Ce collectif est présent à Quimper le 5 juillet pour interpréter la chanson dans le cadre de l'émission Les Copains d'abord en Bretagne, diffusée le 23 septembre sur France 2.

### Culturelles
La SNCF a utilisé ponctuellement l'air de cet hymne en gares de Rennes et de Redon à la fin des années 1960.
En 2004, le centenaire du Bro gozh est fêté à Lesneven en invitant notamment une délégation de la ville jumelée de Carmarthen.
Les 10 et 11 janvier 2018, le Couvent des Jacobins à Rennes est inauguré avec l'interprétation en commun des hymnes breton et gallois par l’Orchestre Symphonique de Bretagne et 190 choristes dont 50 du chœur national gallois de la BBC.

Le Poellgor Bro Gozh ma Zadoù

Le Poellgor Bro Gozh ma Zadoù (« Comité Bro Gozh ma Zadoù »), est créé en novembre 2010 « dans le but de promouvoir l'hymne national breton » par l'Institut Clturel de Bretagne, par la Fédération Kanomp Breizh et par le Comité Bretagne-Pays de Galles. Il organise une série de concerts à l'occasion de la Fête de la Bretagne 2011, avec des chorales bretonnes et un chœur gallois d'Aberteifi. Un prix Bro Gozh est décerné annuellement par ce comité pour récompenser « la personne, l’artiste, l’association ou l’institution ayant le mieux promu l’hymne national breton l’année précédente » ; il est remis à Alan Stivell en 2011 à Nolwenn Leroy en 2012 au Stade rennais en 2013, à la fédération Kanomp Breizh en 2016, à Tri Yann en 2017, au Rugby club de Vannes en 2018. Le Comité Bro Gozh a co-produit un DVD sur l'histoire de Bro Gozh, Kan ar Galon, réalisé par Mikael Baudu ; ce film est diffusé par épisode sur France 3 Bretagne.
Le premier trophée Bro Gozh est remis en 2016 au Comité d'organisation des championnats de luttes celtiques (Cocelic) et à Mikael Bodlore-Penlaez en 2017 pour son ouvrage et la création d'une exposition sur le Bro Gozh ma Zadoù.
À l'occasion du Festival Interceltique de Lorient de 2018 consacré au pays de Galles, le Comité Bro Gozh remet un prix spécial à Carwyn Jones, Premier ministre du pays de Galles et à Lena Louarn, vice-présidente du Conseil régional de Bretagne, pour souligner les relations séculaires entre les deux nations[réf. souhaitée]. Un Trophée Bro Gozh est remis à la même occasion à l'Orchestre symphonique de Bretagne[réf. souhaitée] en la personne de son directeur musical, Grant Llywelyn, lui-même gallois.
Le samedi 26 mai 2018, le Bro Gozh est entonné par Clarisse Lavanant pour l'inauguration du Mémorial Nominoë sur le site de la bataille de Ballon en Bains-sur-Oust, près de Redon, en présence de nombreux élus et responsables culturels[réf. souhaitée].
En août 2019, le Prix Bro Gozh est remis au Festival interceltique de Lorient[réf. souhaitée].
La version officielle des paroles de l'hymne breton, avec une musique revisitée par la compositrice Frédérique Lory a été rendue publique le 25 novembre 2021. Elle a été Interprétée par Aziliz Manrow et Gilles Servat, au stade du Moustoir de Lorient, le dimanche 28 novembre, lors du derby Lorient-Rennes.

## Paroles
| Breton | Traduction en français |
| --- | --- |
| Ni, Breizhiz a galon, karomp hon gwir Vro! Brudet eo an Arvor dre ar bed tro-dro Dispont kreiz ar brezel, hon tadoù ken mad A skuilhas eviti o gwad Refrain O Breizh, ma Bro, me 'gar ma Bro Tra ma vo mor 'vel mur 'n he zro Ra vezo digabestr ma Bro! Breizh, douar ar Sent kozh, douar ar Varzhed N'eus bro all a garan kement 'barzh ar bed Pep menez, pep traonienn, d'am c'halon zo kaer Enne kousk meur a Vreizhad taer! Refrain Ar Vretoned 'zo tud kalet ha kreñv N'eus pobl ken kaloneg a zindan an neñv Gwerz trist, son dudius a ziwan eno O! pegen kaer ec'h out, ma Bro! Refrain Mar d'eo bet trec'het Breizh er brezelioù braz He yezh a zo bepred ken beo ha bizkoazh He c'halon birvidik a lamm c'hoazh 'n he c'hreiz Dihunet out bremañ, ma Breizh! Refrain | Nous, Bretons de cœur, aimons notre vrai pays ! Renommé est l'Armor à travers le monde. Bravement au milieu de la guerre, nos père si bons, Versèrent pour elle leur sang. Refrain Ô Bretagne, mon pays, j'aime mon pays, Tant que sera la mer comme un rempart autour d'elle, Sois sans chaînes mon pays ! Bretagne, terre des vieux saints, terre des bardes, Il n'y a pas d'autre pays au monde que j'aime autant. Chaque mont, chaque vallée, à mon cœur est superbe, Là repose plus d'un Breton ardent ! Refrain Les Bretons sont des gens robustes et forts ; Il n'y a pas de peuple plus courageux sous les cieux. Complaintes tristes, chansons charmantes germent là, Ô que tu es beau, mon pays ! Refrain Si la Bretagne a été vaincue dans les grandes guerres, Sa langue est toujours aussi vivante que jamais. Son cœur ardent bat encore dans sa poitrine, Tu es désormais réveillée, ma Bretagne ! Refrain |